# تپه مصرخان
تپه مصرخان مربوط به هزاره ۳ق متری - عصر آهن است و در شهرستان کرمانشاه، بخش مرکزی، دهستان میان دربند، روستای مسترخان، کناره روستا واقع شده و این اثر در تاریخ ۷ خرداد ۱۳۸۷ با شمارهٔ ثبت ۲۲۸۴۰ به‌عنوان یکی از آثار ملی ایران به ثبت رسیده است.